# Igreja de Nossa Senhora da Azinheira
Die spätromanische Kirche Nossa Senhora da Azinheira (portugiesisch Igreja de Nossa Senhora da Azinheira do Outeiro Seco) liegt am Ortsrand der Gemeinde (Freguesia) Outeiro Seco etwa drei Kilometer nordwestlich der Kreisstadt (Concelho) Chaves und rund 700 Meter vom Ufer der Tâmega entfernt, im Distrikt Porto, im Norden Portugals.

## Geschichte

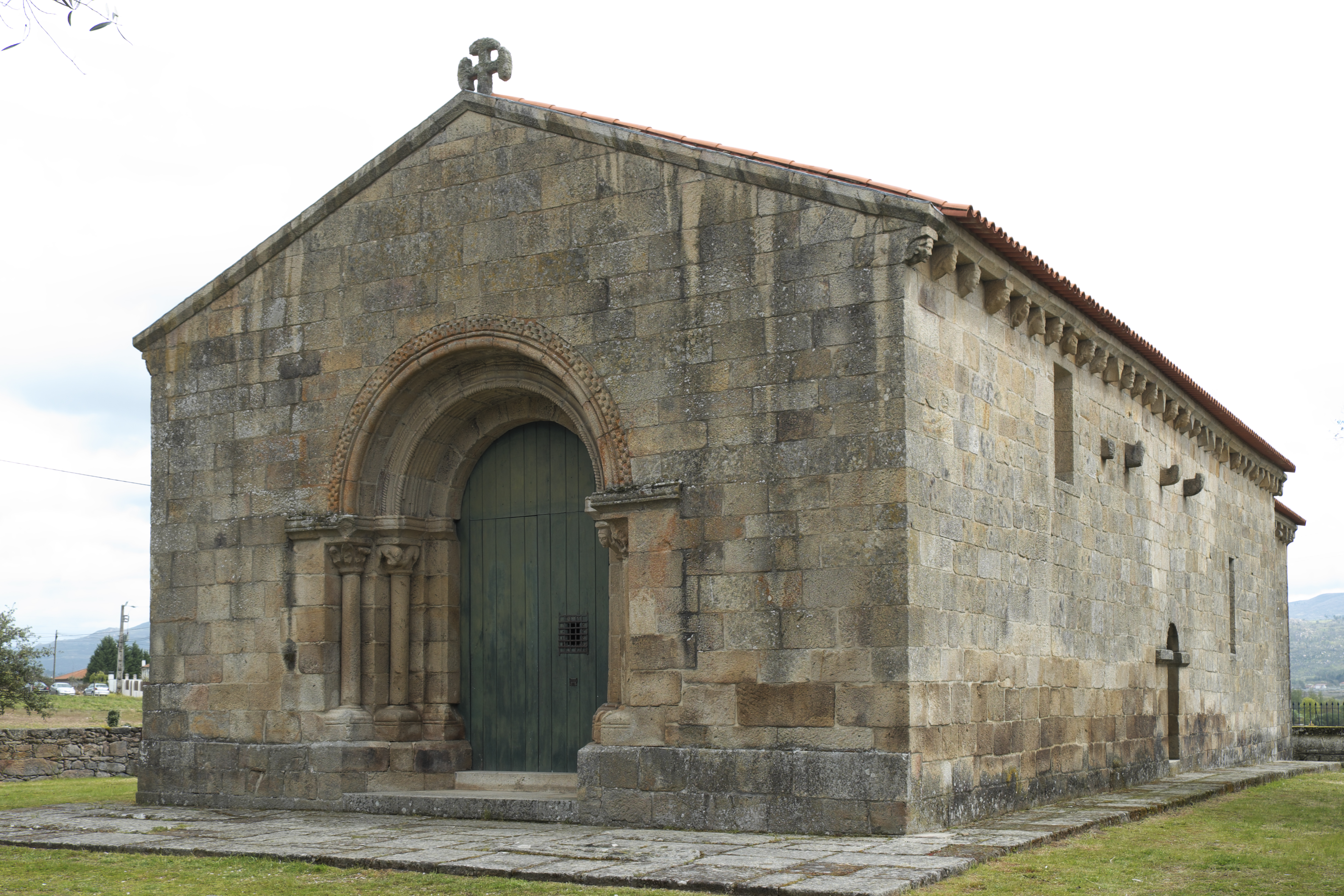
Nossa Senhora da Azinheira, Westportal

Die erste urkundliche Erwähnung findet die Patronatskirche im Jahr 1235, bis zur Schließung des angeschlossenen Klosters gehörte sie zum Erzbistum Braga.
Im 14. und 15. Jahrhundert erfuhr die Kirche eine Reihe von Umbauten, ein Fresko im Innenraum der Kirche ist mit dem Datum 1535 versehen.
Weitere Umbauten folgten im 18. Jahrhundert, u. a. wurde ein Grabstein aus dem Jahr 1767 im Triumphbogen verbaut.
Seit 1937 wurden verschiedene Restaurierungsarbeiten durchgeführt, die von einem schrittweisen Rückbau der Kirche auf ihren spätromanischen Ursprung begleitet wurden.
So wurden u. a. die wichtigsten Fresken, die durch Feuchtigkeit und Kerzenrauch starken Schaden genommen hatten, abgenommen, restauriert und auf die Museen Museu Nacional de Soares dos Reis in Porto und das Regionalmuseum Alberto Sampaio in Guimarães verteilt.
Die Gräber im Innenraum der Kirche wurden umgebettet und der spätere Portalvorbau wurde vollständig zurückgebaut.
Parallel erwarb die mit der Erhaltung beauftragte Direção-Geral dos Edifícios e Monumentos Nacionais (DGEMN) umliegende Grundstücke, um auch das unmittelbare Umfeld der Kirche entsprechend umzugestalten.
Seit 1938 ist die Kirche als IIP – Imóvel de Interesse Público eingetragen und geschützt.

## Kirche

### Architektur

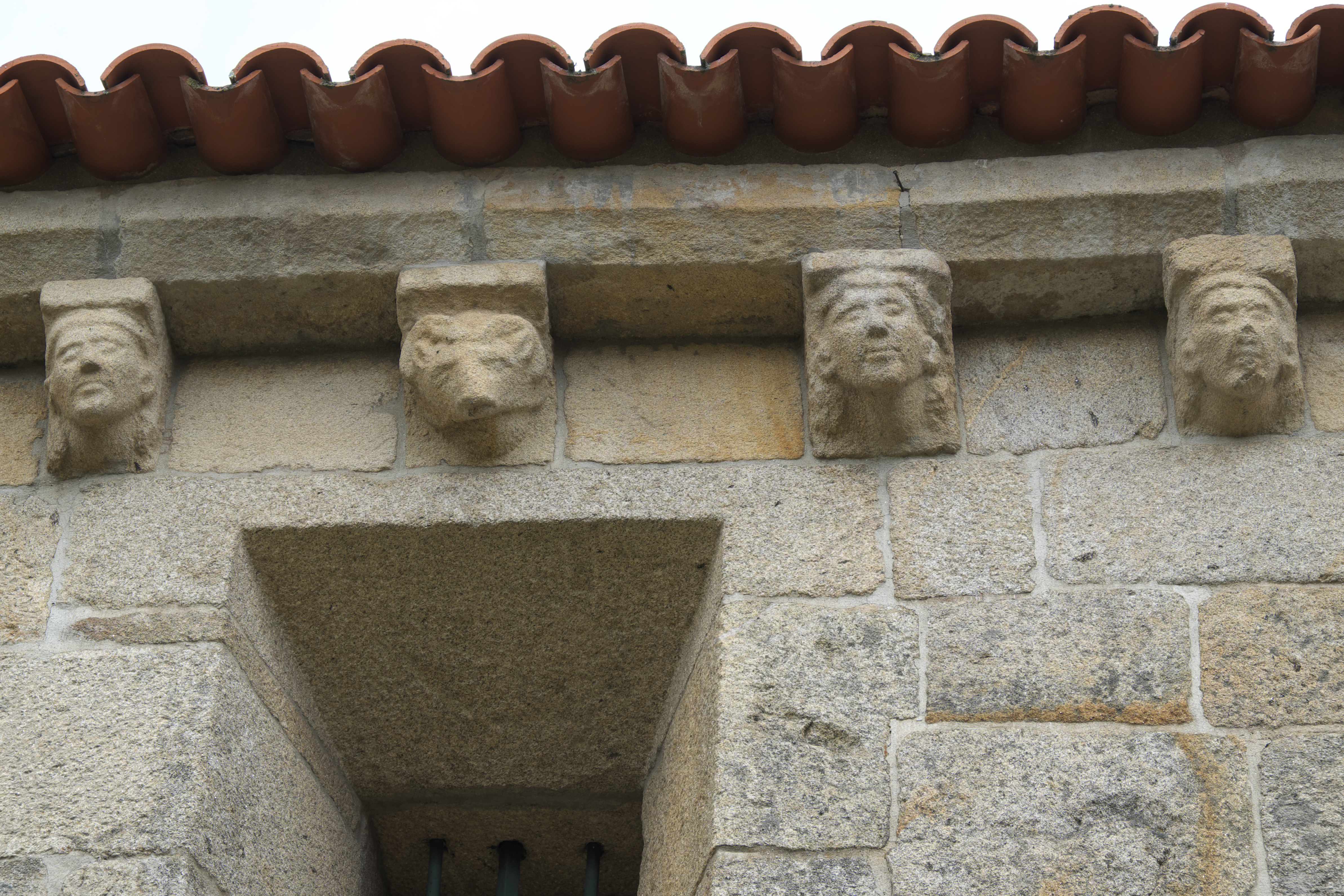
Nossa Senhora da Azinheira, Kragsteine

Der schlichte, einschiffige Kirchenbau aus Granit ist West-Ost ausgerichtet und zeigt einen leicht trapezoiden Grundriss. Im Osten schließt sich ein annähernd quadratischer Chor an, dessen Flucht etwas nach Süden versetzt ist. Im Norden ist dem Gebäude eine Sakristei angegliedert, die sowohl vom Chor als auch vom Kirchenraum zugänglich ist. Ein vermutlich im 18. Jahrhundert errichteter oder umgebauter Triumphbogen trennt den Chor vom Kirchenschiff.
Neben einem schlichten, kleinen Eingang im Süden ist das Kirchenschiff durch ein mit zwei Archivolten geschmücktes Westportal aufgeschlossen. Die Bögen ruhen auf Säulen, deren Kapitelle mit floralen, zoomorphen und anthropomorphen Darstellungen verziert sind. In gleicher Weise sind auch die Kapitelle der beiden Säulen im Chor verziert, die den Bogen des schmalen Fensters tragen.
Herausragendes architektonisches Dekorationselement sind die zahlreichen Kragsteine, die das Gesims tragen. Mit nur wenigen Ausnahmen sind sie als menschliche Porträts, z. T. aber auch als Tierköpfe (Hunde) ausgearbeitet.

### Fresken

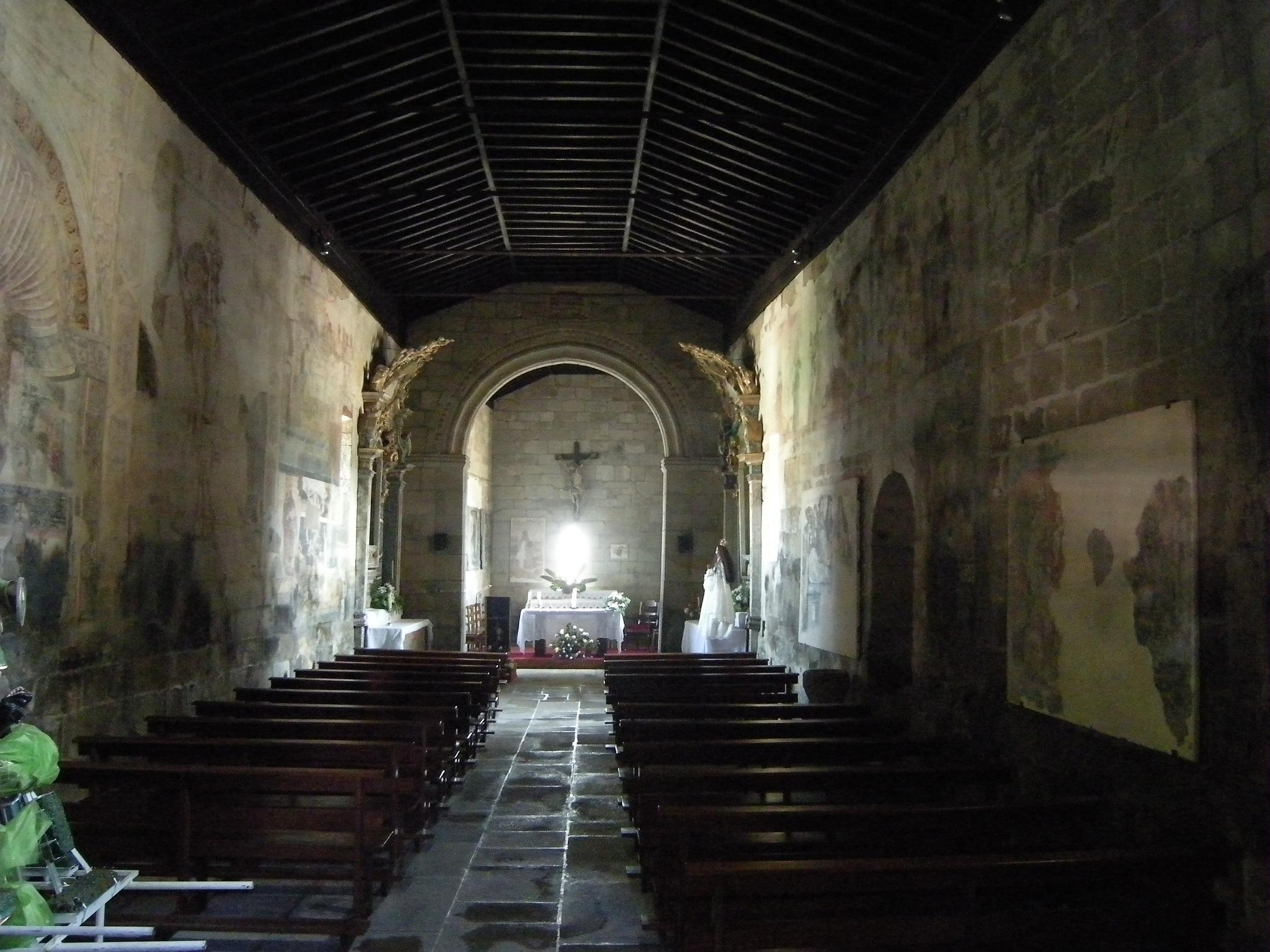
Nossa Senhora da Azinheira, Innenraum

Vor der Restaurierung waren Kirchenschiff und Chor vollständig mit Fresken geschmückt, die vor allem das Neue Testament und die Heiligengeschichte zum Thema hatten.
Die Fresken der Nordwand zeigten die Nossa Senhora, verschiedene Apostel, St. Christophorus, das Abendmahl und die Verfolgung der Unschuldigen.
Der Zyklus der Südwand widmete sich dem Leben Jesu. Der Taufe, der Passion, der Kreuzabnahme und Grablegung sowie der Auferstehung.